# Liu Hong
Liu Hong, född 12 maj 1987 i Anfu härad i Jiangxi, är en kinesisk friidrottare som tävlar i gång. 

## Karriär
Liu deltog vid VM 2007 i Osaka där hon slutade på nittonde plats. Vid Olympiska sommarspelen 2008 i Peking blev hon fyra på tiden 1:27.17. Ännu bättre gick det vid VM 2009 i Berlin då hon slutade på tredje plats på tiden 1:29.10.
Vid olympiska sommarspelen 2020 i Tokyo tog Liu brons på 20 km gång efter att slutat bakom italienska Antonella Palmisano och colombianska Sandra Arenas. Hon blev då den första kvinnliga gångaren att ta tre olympiska medaljer.

## Personliga rekord
- 20 km gång - 1:24.27 (Huangshan, Kina, 20 mars 2021)